# جان رابرتسون (بازیکن فوتبال، زاده ۱۸۸۴)
جان رابرتسون (انگلیسی: John Robertson؛ ۱۸۸۴ – ۲۳ ژانویه ۱۹۳۷) بازیکن فوتبال اهل بریتانیا بود.
از باشگاه‌هایی که در آن بازی کرده‌است می‌توان به باشگاه فوتبال بولتون واندررز، باشگاه فوتبال ساوت‌همپتون و باشگاه فوتبال رنجرز اشاره کرد.